# Valla distrikt
Valla distrikt är ett distrikt i Tjörns kommun och Västra Götalands län. 
Distriktet ligger på nordöstra delen av Tjörn. 

## Tidigare administrativ tillhörighet
Distriktet inrättades 2016 och utgörs av socknen Valla i Tjörns kommun.
Området motsvarar den omfattning Valla församling hade vid årsskiftet 1999/2000.